# شرور (فیلم ۱۹۹۳)
شرور (به هندی: Khalnayak) فیلمی محصول سال ۱۹۹۳ و به کارگردانی سوبهاش گای است. در این فیلم بازیگرانی همچون سانجی دات، مادهوری دیکشیت، جکی شروف، انوپم کهیر، راکهی گولزار، رامیا کریشنان، نینا گوپتا ایفای نقش کرده‌اند. سانجی دات برای ایفای نقش بالرام پراساد نامزد دریافت جایزه بهترین بازیگر نقش اول مرد از جشنواره فیلم فیر شده بود و بسیاری او را شانس اصلی برای کسب این جایزه می‌دانستند. ولی بخاطر اتهامی که وی بخاطرش در آن سال دستگیر شد، فیلمش از پرده سینماها پایین آمد و شاهرخ خان جایزه را برای بازی در فیلم بازیگر کسب کرد. جایزه ای که هنوز هم خیلی‌ها آن را حق سانجو می‌دانند.

## داستان فیلم
بالرام پراساد خلافکار بی رحم و روانی است که جنایتهای فراوانی مرتکب شده‌است. در یکی از مأموریت‌هایش توسط کمیسر شجاع و آینده داری بنام رام کمار سینها دستگیر می‌شود. بالرام و دوستانش برای فردی بنام روشن ماهانتا دست به فعالیت‌های مسلحانه می‌زند. روشن ماهانتا مرد مرموز و خطرناکی است که با جذب جوانهای عاصی و زخم خورده همچون بالرام این باند را تشکیل داده‌است. رام با دیدن وضعیت بالرام سعی می‌کند با روش دیگری مشکل او را حل کند. طی یک مهمانی که رام و دوست دخترش گنگا در آن حضور دارند، بالو موفق به فرار از زندان می‌شود و رام سینها مورد سرزنش قرار می‌گیرد. گنگا که خود یک پلیس است تصمیم می‌گیرد در قالب یک رقاصه با بالو همراه شده و گروهش را شناسایی کند. وقتی رام سینها و نیروهای پلیس آن‌ها را محاصره می‌کنند بالو با گروگان گرفتن گنگا می‌گریزد. نیروهای پلیس مادر بالو یعنی آرتی پرساد را یافته و او را تحت فشار قرار می‌دهند تا جای بالو را بگوید غافل از اینکه وی شش سال از پسرش خبر ندارد. رام سینها با دیدن آرتی کودکی اش را به یاد می‌آورد و متوجه می‌شود که بالو دوست زمان کودکی اوست که به او در تحصیل کمک کرده‌است. آرتی برای او تعریف می‌کند که روشن ماهانتا با کشتن خواهر بالو و گناهکار جلوه دادن پلیس چطور بالو را به یک جنایتکار تبدیل کرد. بالو و دوستانش دوباره تحت محاصره پلیس در می‌آیند و این بار گنگا که خوبی را در وجود او حس می‌کند جلوی پلیس را می‌گیرد تا بالو فرار کند. از این رو به اتهام خیانت به کشور دستگیر می‌شود. بالو به‌طور اتفاقی در یک کلیسا با مادرش روبرو می‌شود و پس از درگیری با رام بالاخره نزد روشن ماهانتا می‌رود. افراد روشن به درخواست بالو مادرش را نزد او می‌آورند تا همراه مادرش و معشوقه اش سوفیا با یکی کشتی به سنگاپور برود. روشن قصد کشتن آرتی را می‌کند و بین افراد روشن و نیروهای پلیس درگیری سختی رخ می‌دهد. رام سینها آرتی را نجات می‌دهد و بالو که متوجه شده قاتل خواهرش خود روشن ماهانتاست با وی درگیر می‌شود و پس از زخمی شدن ناپدید می‌گردد. روشن توسط رام به قتل می‌رسد و گنگا به اتهام خیانت به کشور در دادگاه محاکمه می‌شود. در لحظات آخر بالو و دوستانش به دادگاه می‌روند و بالو با گفتن اینکه گنگا پاک و بیگناه است باعث رهایی او می‌شود و درنهایت خود و دوستانش را تسلیم قانون می‌کند و آرتی که شش سال پسرش را به عنوان یک تبهکار می‌شناخت با رضایت تمام بالو را در آغوش می‌گیرد.